# Szretykó György
Szretykó György (Elek, 1957 február 21. –) magyar politológus, szociológus és közgazdász.
1996-tól a Nyugat-magyarországi Egyetem, majd 2016-tól a győri Széchenyi István Egyetem egyetemi docense, 2010-től habilitált egyetemi docense. 2008-2023-ig az Emberi Erőforrás Tanácsadó Mesterszak (MA) szakfelelőse.

## Élete
Az általános és középiskolát szülőfalújában végezte el, 1975-ben érettségizett az Eleki Általános Iskolában és Gimnáziumban. 1975 – 1976-ban előfelvételisként sorkatonai szolgálatot teljesített. 1976 – 1981-ig állami ösztöndíjasként egyetemi tanulmányokat folytatott a Leningrádi Állami Egyetem Filozófiai Karán, ahol 1981-ben szerzett diplomát a politikatudomány területén.
1981–1986 között a Gödöllői Agrártudományi Egyetem egyetemi tanársegéde, majd 1986–1990 között a Politikai Főiskola egyetemi adjunktusa volt, ahol a politológia szak beindításában és oktatásában vett részt. 1986–1990 között az MTA külföldi levelező aspiránsa volt, amelynek eredményeként a szociológia tudomány kandidátusa lett (1990). 1994-ben a Külkereskedelmi Főiskola másoddiplomás képzésében közgazdász diplomát szerzett.
1990-1991 között a Békéscsabai Tanítóképző Főiskola docense, 1991-1992-ig a Konzervipari Dolgozók Szakszervezetének elnöke, 1992-1996 között a Társadalomkutató – és Előrejelző Intézet tudományos főmunkatársa, 1996-ban a Környezetvédelmi – és Területfejlesztési Minisztérium szakértője. 1996-tól 2016-ig a Soproni/Nyugat-magyarországi Egyetem egyetemi docense, 1998-tól 2004-ig a Tanárképző Intézet társadalomtudományi tanszék vezetője, valamint az andragógia alapszak (BA) soproni tagozatának vezetője (felnőttképzési és személyügyi szervező szakirány). 2004-2012 között további jogviszonyú egyetemi docensként lokálpatrióta megfontolásból elvállalta a Tessedik Sámuel Főiskola/Szent István Egyetem Egészségtudományi – és Környezet egészségügyi Intézetében (Gyula) az általános szociális munkás, majd a szociális munka alapszak (BA) szakvezetői feladatait. Szakmai irányítása alatt több mint 600 hallgató szerzett diplomát, elsősorban Békés megye különböző településeiről.
2009-ben habilitált a Nyugat-magyarországi Egyetem Széchenyi István Gazdálkodási és Szervezéstudományi Doktori Iskolájában. 2010-ben avatták habilitált doktorrá a gazdálkodás-és szervezéstudományok tudományágban. Sopronban az akkori Nyugat-magyarországi Egyetemen 2007-ben dolgozta ki az Emberi Erőforrás Tanácsadó Mesterszak (MA) akkreditációs anyagát, amelyet a MAB 2008 év elején fogadott el. 2008-ban Sopronból Győrbe, az Apáczai Csere János Karra vitte át a mesterszakot. 2008-tól 2023-ig az Emberi Erőforrás Tanácsadó Mesterszak (MA) szakfelelőse, 2008-2016 között pedig az általa megszervezett Humánerőforrás-fejlesztési Tanszék vezetője volt. (2016-ban az Apáczai Csere János Kar és a Mesterszak átkerült a Széchenyi István Egyetemhez). Szakmai irányítása alatt a győri képzőhely országos hírnévre tett szert.
2008-2023 között közel 750 fő végzett, amelynek nagy része a HR, kisebb része pedig a tanácsadás területén helyezkedett el. 2002-tól 2023-ig oktatott a Nyugat-magyarországi Egyetem (Sopron) a Kitaibel Pál Környezettudományi Doktori Iskolában. Pályafutása alatt több mint 1500 fő hallgatónak volt a szakdolgozati/diplomadolgozati témavezetője.
Rendszeresen részt vett/vesz PhD értekezések védésein, habilitációs eljárásokban opponensi vagy bizottsági tagként.

## Tudományos munkássága[3]
Tudományos munkásságát a kutatott témák alapján az alábbiak szerint lehet csoportosítani:
- A politikai kultúra típusai, a szocialista társadalom kultúrája, a politikai kultúra szerepe az érdekegyeztetésben
- A délszláv válság, a közép-európai fejlődés alternatívái, a saját út, mint a magyar társadalom alternatívája, az Európai Unió válságának okai
- A GDP és az emberek jólétének mérése, a Stiglitz Bizottság jelentése és a társadalmi fejlődés mérése
- A magyar mezőgazdaság és élelmiszeripar privatizációja, a neoliberális gazdaság – és társadalompolitika kritikája
- A népesedés, a család, az ifjúság, a humángazdaság és a társadalompolitika
- A helyi gazdaság és társadalom, a magyar vidék/falvak gazdasági és szociális problémái
- A gazdasági kannibalizmus, hátrányos helyzetű csoportok a munkaerő piacon, a szegénység, a társadalmi kirekesztettség és a szociális szövetkezetek
- Személyzetfejlesztési rendszerek, rugalmas ösztönzés, munkavállalói elkötelezettség, az Y és a Z generáció motiválása és megtartása
- Nemzeti kultúrák, stratégia és cégvezetés a HR stratégiák tükrében
- A fejvadászat természetrajza, innovatív eszközök a toborzásban és a kiválasztásban
- A tanulószervezetek, a lean-menedzsment és az ideális lean-szervezet
- A válságok hatása a cégekre és az interim menedzsment
- A válság- és krízismenedzsment tanácsadás, a HR tanácsadás jövője

Egy könyv, 150 tanulmány és könyvfejezet szerzője, valamint 10 tanulmánykötet szerkesztője és társszerzője.

## Tudományos munkássága
- 1997-től az MTA Agrártudományi- Faluszociológia Bizottság, 2008-tól az MTA
- Gazdálkodástudományi Bizottság köztestületi tagja. 2000-2020 között az MTA VEAB
- Szociológiai Munkabizottságának elnöke, 2013-2021 –ig az MTA VEAB Gazdaság- Jog- és Társadalomtudományi Szakbizottság alelnöki teendőit látta el.
- 2003-2006-ig Széchenyi István Ösztöndíjas. 1992-től 1998-ig a Gazdaság és Társadalom
- 2013-tól a TÉR- GAZDASÁG –EMBER szerkesztőbizottságának tagja
- 2020-tól pedig az Új Munkaügyi Szemle szerkesztőbizottságának tagja.
- 2019-ben a Humánszakemberek Országos Szövetsége a humántudomány, valamint a kapcsolódó tudományágak magas színvonalú képviselete elismeréseként „a Humán Szakemberek Országos Szövetségének szakértője” címet adományozott részére.[4]

## Kitüntetései, elismerései
- Rektori Dicséret (Nyugat-magyarországi Egyetem, 2010)
- Oktatói Szolgálati Emlékérem (felsőoktatási tagozata) (Kulturális és Innovációs Minisztérium, 2023)[5]
- Szolgálati Elismerő Oklevél (Széchenyi István Egyetem, 2023)

## Főbb publikációi
- Változások a magyar társadalomban. (1990-1997) Szociológiai, politológiai tanulmányok, Villányi úti könyvek, Budapest, 1998. 264 o.
- Globalizáció és család. A családszociológia új kihívásai. (Szerk:, társszerző) Comenius Bt., Pécs, 2002. 158 o.
- A helyi társadalom szociológiai dimenziói. Különös tekintettel a Balaton régió specifikumaira. (Szerk:, társszerző) Comenius Bt. 2003. 322 o.
- Az ifjúság helyzete és jövőképe. Adalékok az ifjúság szociológiai elemzéséhez. (Szerk:, társszerző) Comenius Bt., Pécs, 2005. 399 o.
- Tömegkultúra és tömegmanipuláció a modern társadalomban. A média- és a művelődésszociológia új aspektusai. (Szerk: társszerző) Comenius Bt. 2005. 253 o.
- A szegénység, az egészség és a társadalmi kirekesztettség. A roncstársadalom szociológiai és társadalom – gazdaságtani dimenziói. (Szerk:, társszerző) Comenius Kft, Pécs, 2007. 495 o.
- A nonprofit szektor és az egészségügyi, szociális szolgáltatások. A nonprofit szervezetek szociológiai és társadalom-gazdaságtani problémái. (Szerk:, társszerző) Comenius Kft. Pécs, 2008. 555 o.
- Merre tart a magyar vidék? A vidék szociális problémái és felemelkedésének lehetőségei. (Szerk:, társszerző) Comenius Kft, Pécs, 2008 527 o.
- Népesedés, humángazdaság és társadalompolitika. A népesedés szociológiai és társadalom- gazdaságtani problémái a XXI. század elején. (Szerk:, társszerző) Comenius Kft, Pécs, 2011. 492 o.
- Gazdasági kannibalizmus, hátrányos helyzetű csoportok a munkaerőpiacon és az emberi erőforrás menedzsment. A hátrányos helyzetű csoportok munkaerő piaci helyzetének szociológiai és humánpolitikai aspektusai. (Szerk:, társszerző) Comenius Kft, Pécs, 2012. 539 o.
- A válságok természetrajza: kiutak és alternatívák. A válságok és a válságkezelés szociológiai és humánpolitikai aspektusai (Szerk:, társszerző) Comenius Kft, Pécs, 2013. 687 o.